# Werlte
Werlte é um município da Alemanha localizado no distrito de Emsland, estado da Baixa Saxônia.
É membro e sede do Samtgemeinde de Werlte.

## Demografia
Evolução da população:
| ano  | população |
| ---- | --------- |
| 1821 | 2 074     |
| 1848 | 2 202     |
| 1871 | 2 085     |
| 1885 | 2 179     |
| 1905 | 2 255     |
| 1925 | 3 119     |
| 1933 | 3 406     |
| 1939 | 3 832     |
| 1946 | 4 588     |
| 1950 | 4 676     |
| 1956 | 4 316     |
| 1961 | 4 441     |
| 1971 | 5 445     |